# José Luis de la Torre
José Luis de la Torre Jiménez (* 1925) ist ein ehemaliger mexikanischer Fußballspieler, dessen aktive Laufbahn von 1948 bis 1960 verlief. Zum Abschluss seiner Spielerkarriere gewann er mit dem Club Deportivo Guadalajara die mexikanische Fußballmeisterschaft und den insgesamt dritten Meistertitel der Vereinsgeschichte.